# Шустов, Максим Валерьевич
Максим Валерьевич Шустов (бел. Максім Валер'евіч Шустаў; род. 17 апреля 1986, Минск) — белорусский профессиональный баскетболист, выступающий на позиции разыгрывающего защитника.

## Карьера
Максим Шустов — воспитанник минской СДЮШОР №10. Первый тренер — Михаил Аркадьевич Фейман.
Выступал за белорусские, казахские, российские и литовские баскетбольные клубы. Наибольших успехов добился с клубом «Виталюр», в составе которого стал четырёхкратным чемпионом Белоруссии и трёхкратным обладателем Кубка Белоруссии.
Окончил Белорусский государственный университет физической культуры.	

## Сборная Белоруссии
Выступал за юниорскую сборную Белоруссии (U-18) в 2003—2004 годах и молодёжную сборную Белоруссии (U-20) в 2005—2006 годах. В 2008—2016 годах периодически привлекался в национальную сборную Белоруссии.

## Достижения
- Чемпион Белоруссии (4): 2004/2005, 2005/2006, 2006/2007, 2007/2008.
- Серебряный призёр чемпионата Белоруссии (2): 2008/2009, 2009/2010.
- Бронзовый призёр чемпионата Белоруссии (4): 2003/2004, 2011/2012, 2019/2020, 2024/2025.
- Обладатель Кубка Белоруссии (3): 2005, 2006, 2008.
- Финалист Кубка Белоруссии (2): 2007, 2012.